# Argathona sulcata
Argathona sulcata är en kräftdjursart som beskrevs av Richardson 1910. Argathona sulcata ingår i släktet Argathona och familjen Corallanidae. Inga underarter finns listade i Catalogue of Life.